# Aegithalos niveogularis
Aegithalos niveogularis là một loài chim trong họ Aegithalidae.

## Hình ảnh

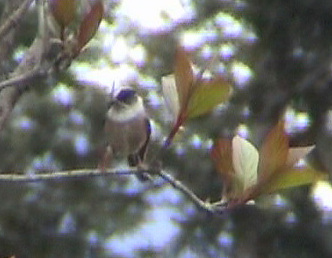
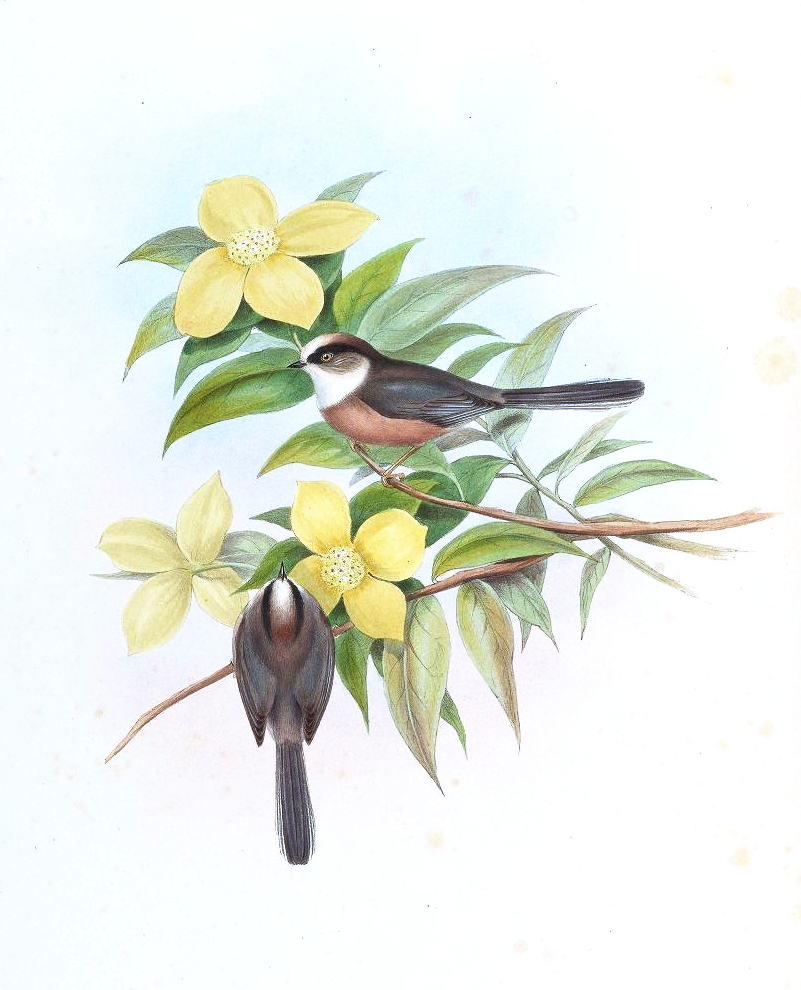